# Francis Russell, 5. Duke of Bedford

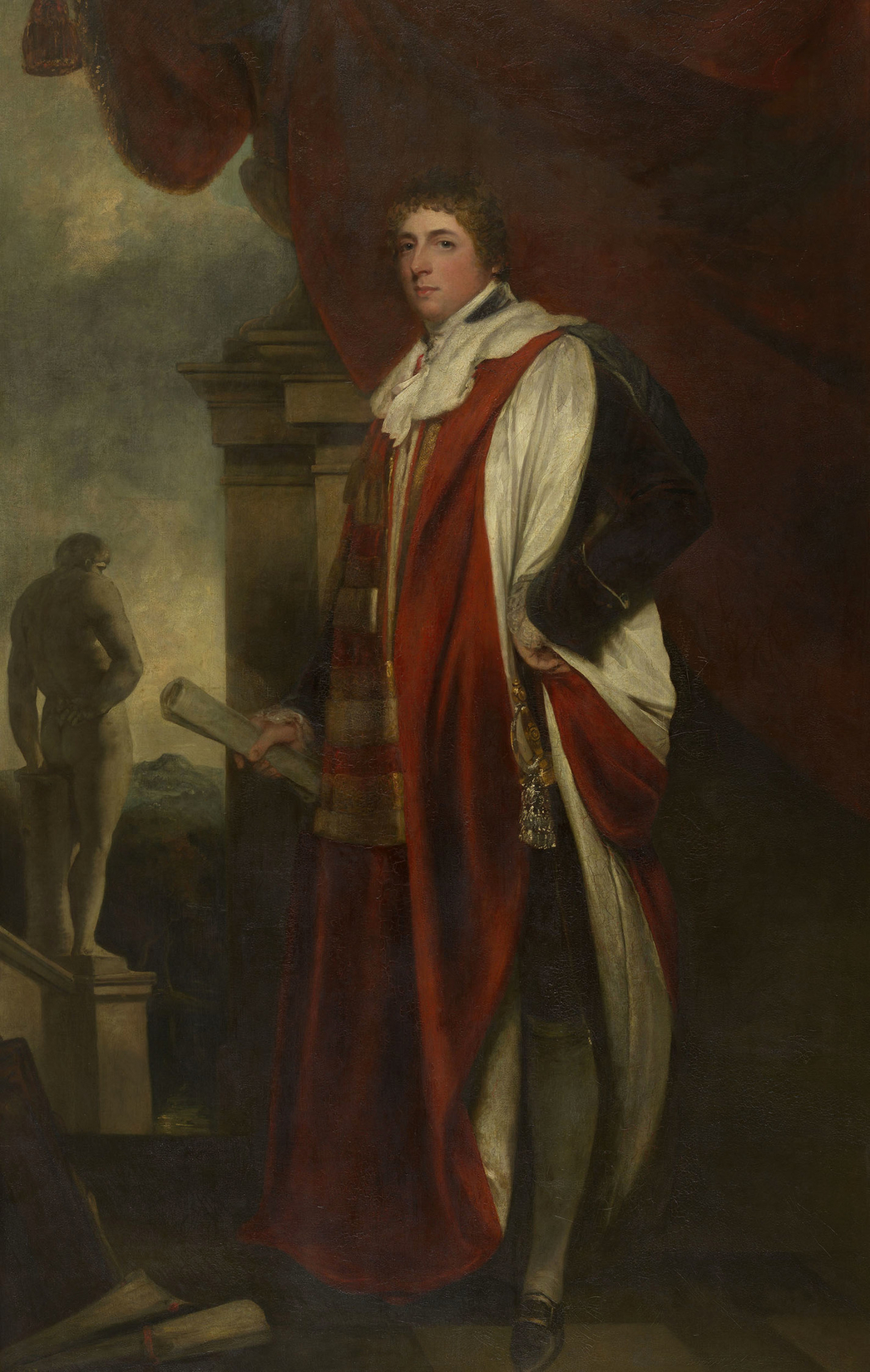
Francis Russell, 5. Duke of Bedford, um 1796

Francis Russell, 5. Duke of Bedford (* 23. Juli 1765 in Woburn Abbey, Bedfordshire; † 2. März 1802 in Woburn Abbey, Bedfordshire) war ein britischer Adliger und Politiker.

## Leben
Er war der älteste von drei Söhnen des Unterhausabgeordneten Francis Russell, Marquess of Tavistock (1738–1767), Sohn und Erbe des John Russell, 4. Duke of Bedford (1710–1771), aus dessen Ehe mit Lady Elizabeth Keppel (1739–1768), Tochter des William Keppel, 2. Earl of Albemarle.
Da sein Vater vor seinem Großvater starb, beerbte er 1771 Letzteren als 5. Duke of Bedford, 5. Marquess of Tavistock, 9. Earl of Bedford, 10. Baron Russell, 7. Baron Russell of Thornhaugh und 5. Baron Howland. Er besuchte die Westminster School und studierte am Trinity College der Universität Cambridge. Anschließend unternahm er eine fast zweijährige Grand Tour nach Kontinentaleuropa. Nachdem er 1786 volljährig wurde, nahm er den mit seinen Adelstiteln verbundenen Sitz im Oberhaus ein. Er gehörte der Partei der Whigs an, folgte der politischen Führung von Charles James Fox und wurde Mitglied des Kreises um den Prince of Wales, den späteren König Georg IV.
Er interessierte sich sehr für Landwirtschaft, etablierte auf seinem Anwesen in Woburn einen Modellbetrieb und erprobte insbesondere neue Methoden der Schafzucht. Er war Mitglied des Board of Agriculture und ab 1799 der erste Präsident des Smithfield Club Cattle Show. Er betätigte sich auch als Züchter und Eigner von Rennpferden.

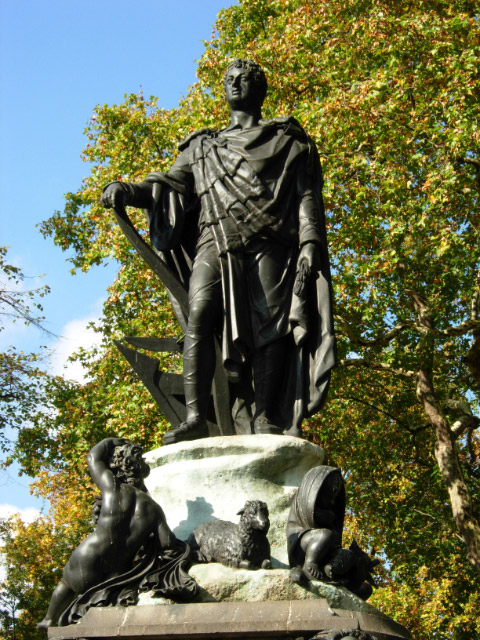
Denkmal des 5. Duke of Bedford auf Russell Square, Bloomsbury

Er war auch wesentlich verantwortlich für die Entwicklung des Londoner Stadtteils Bloomsbury. Er ließ sein dortiges Anwesen Bedford House nördlich des Bloomsbury Square abreißen und auf seinen dortigen Ländereien ein vornehmes Wohnviertel mit einem großen Platz mit Grünanlagen, Russell Square, anlegen. Nach seinem Tod wurde 1809 auf Russell Square ein Denkmal für ihn errichtet.
Er starb 1802 im Alter von 36 Jahren im Rahmen einer zu langen Operation wegen eines Eingeweidebruchs. Da er unverheiratet und kinderlos blieb, beerbte ihn sein Bruder Lord John Russell (1766–1839) als 6. Duke of Bedford.